# Schweizerdolch

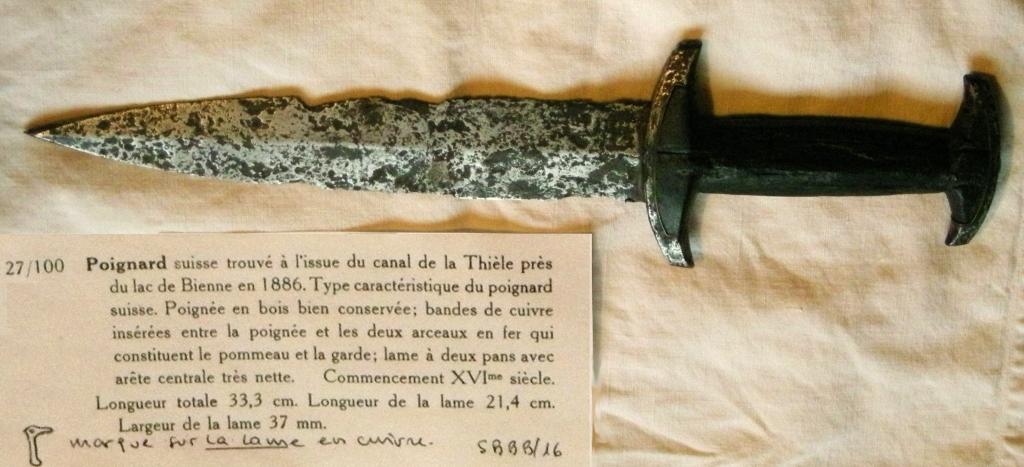
Pugnale svizzero 1450 - 1550

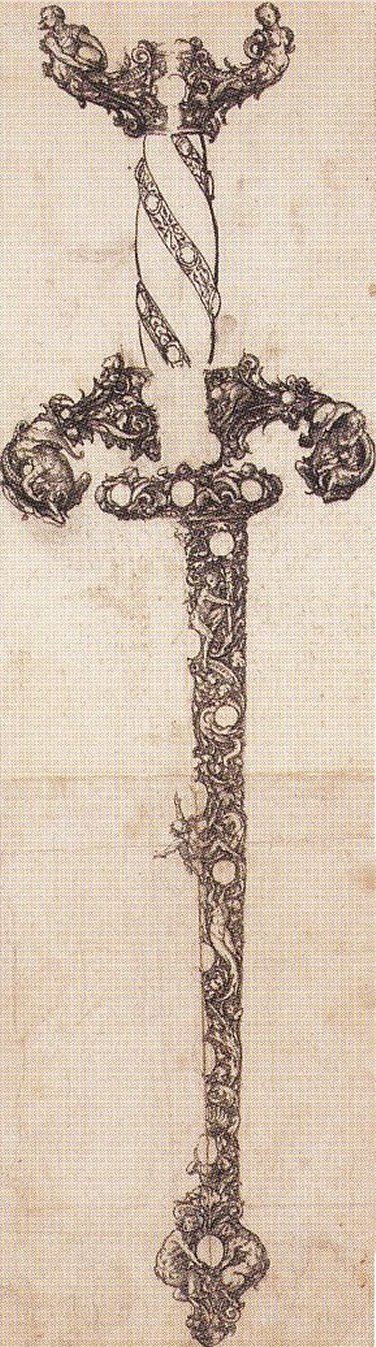
Schweizerdolch sontuosamente decorato - ill. Hans Holbein il Giovane

Lo Schweizerdolch ("Pugnale svizzero" in lingua italiana) è un'arma bianca manesca del tipo pugnale in uso ai mercenari svizzeri nel Tardo Medioevo e Rinascimento. Evoluzione del baselardo, era caratterizzata dall'elsa con pomolo e guardia costituiti da due placche metalliche a crescente, fronteggiantesi rispetto al manico. Funse da modello per lo sviluppo dei pugnali d'ordinanza in uso alle forze della Germania nazista: SA, SS e NSKK.